# مهرنرسه
مِهرنَرسه یا مِهرنَرسی، وُزُرگ فَرمَذار شاهنشاهی ساسانی در دورهٔ پادشاهی چندین شاه از جمله یزدگرد یکم، بهرام پنجم، و یزدگرد دوم بوده‌است. وی از خاندان اسپندیاذ بود و در سدهٔ چهارم میلادی در اردشیر خوره به‌دنیا آمد و دارای ۳ پسر به‌نام‌های زُروان‌داد، کاردار و ماه‌گُشنَسپ بود.
مهرنرسه در زمان پادشاهی یزدگرد یکم به مقام وزرگ فرمذار منصوب شد و این انتصاب پس از آن بود که مسیحیان به تخریب آتشکده‌های زرتشتی روی آوردند و آزار و اذیت مسیحیان در شاهنشاهی ساسانی گسترش یافت. مهرنرسه در دوران پادشاهی بهرام گور، در طول مذاکرات با رومی‌ها که به پیمان صلح سال ۴۲۲ میلادی انجامید، نقشی فعال داشته‌است. وی همچنین در دورهٔ پادشاهی یزدگرد دوم، نمایندهٔ شاهنشاهی ساسانی در مذاکرات با رومی‌ها برای پرداخت هزینه‌های گذرگاه دربند بود و هنگامی که یزدگرد برای مقابله با هپتالیان، محل اقامت خود را به شرق ایران انتقال داد، مهرنرسه عهده‌دار کارهای شاهنشاهی بود. وی در همین زمان به وضعیت مذهبی ارمنستان رسیدگی کرد، که اقدامات او زمینه‌ساز بروز نبرد آوارایر بین ساسانیان و ارمنیان شد. مهرنرسه در دورهٔ پادشاهی پیروز به‌علت گرایش به آیین زروانی مورد نقد قرار گرفته‌بود، ولی از منصبش عزل نشد.
در دورهٔ بهرام گور، مهرنرسه به ارتکاب گناه متهم شد. اما ماهیت این گناه مشخص نشده‌است و او در نتیجهٔ این گناه، همراه با همسر و فرزندانش، خادم آتشکده‌های مختلفی بوده‌اند، تا با بندگی در آتشکده گناهان‌شان پاک شود.
مهرنرسه چهار آتشکده در نزدیکی زادگاهش ساخت و سه باغ بزرگ بنا کرد، که در هر کدام از آن‌ها ۱۲٫۰۰۰ اصله درخت کاشت و چهار روستا را بنیان نهاد و در درون هریک از آن‌ها آتشکده‌ای برقرار کرد. وی بر روی رودخانهٔ تنگ‌آب در استان فارس، پُلی ساخت. این پل در پنج کیلومتری قلعهٔ دختر، بر جادهٔ اصلی منتهی به شمال شهر گور، که امروزه فیروزآباد نامیده می‌شود، و در کنار سنگ‌نگارهٔ اردشیر بابکان قرار دارد و در کنار آن سنگ‌نوشته‌ای نوشت. وی از معدود افرادی در دورهٔ ساسانی است، که شاه نبوده ولی سنگ‌نوشته‌ای از خود نوشته‌است.

## نسب و لقب
مهرنرسه در سدهٔ چهارم میلادی در قریهٔ اَبرُوان در روستای دشت بارین در اردشیر خوره در جنوب پارس به‌دنیا آمد. او نیز همچون اردشیر بابکان، بنیان‌گذار دودمان ساسانیان، نسب خود را به ویشتاسب، شاه کیانیان می‌رساند؛ با این تفاوت برجسته که به ارشک یکم، شاه اشکانی نیز به‌عنوان بخشی از دودمان خود اشاره می‌کند. در منابع عربی، نام پدرش «برازه» ذکرشده، که احتمالاً مالک سرزمینی بوده که مهرنرسه و دیگر فرزندانش در آن زاده‌شده و می‌زیسته‌اند. همچنین گفته شده، مهرنرسه که لقب و عنوان هزار بَندَگ (صاحبِ هزار بنده) را داشت، نسبش به خاندان اسپندیاذ، یکی از هفت خاندان ممتاز دوران ساسانی می‌رسید.

## خانواده
مهرنرسه سه پسر داشت به‌نام‌های زُروان‌داد، که «رهبر روحانیون» یا «هیربدان هیربد» شد؛ کاردار که «فرماندهٔ نظامیان»، دومین طبقهٔ جامعهٔ ساسانی شد و ماه‌گُشنَسپ که «رئیس کشاورزان»، سومین طبقهٔ جامعهٔ ساسانی شد. این امر احتمالاً نشان می‌دهد که مهرنرسه با انتصاب هریک از پسرانش بر رأس هرکدام از طبقات، اقدام به سازماندهی دوباره و سامان بخشیدن به نظام اجتماعی طبقاتی ساسانی کرد.

## زندگی سیاسی

### وزرگ فرمذار
مهرنرسه توانسته‌بود بلندپایه‌ترین مقام در سلسله‌مراتب اداری شاهنشاهی ساسانی در سدهٔ پنجم میلادی، یعنی مقام وزرگ فرمذار را به‌دست‌آورد.
دو موضوع در زندگی حرفه‌ای مهرنرسه به‌عنوان وزرگ فرمذار برجسته است: سیاست‌های داخلی وی و مذاکراتش به‌عنوان نمایندهٔ شاهنشاهی ساسانی با امپراتوری روم و سیاست او نسبت به ارمنستان و مسیحیان آن سرزمین. در منابع رومی، به‌جز سقراط اسکولاستیکوس (VII.18) با نام مهرنرسه روبه‌رو نمی‌شویم. اسکولاستیکوس به «نرسه» اشاره می‌کند، اما او بیش‌تر وظیفه‌ای نظامی نزدیک به پنددهنده و مشاور شاه ایران را دارد. وظیفهٔ مهرنرسه با توصیف طبری از وزرگ فرمذار شرح داده شده‌است: «کسی که مردمان و ارتش را برای رویارویی با رومی‌ها، رهبری می‌کند». در منابع رومی دربارهٔ برنامه‌های کسی به‌نام نرسه علیه اردابوریوس، فرماندهٔ عالی نظامی که به سرزمین‌های ایرانی حمله کرده‌بود، بحث شده‌است.

#### در دورهٔ یزدگرد یکم

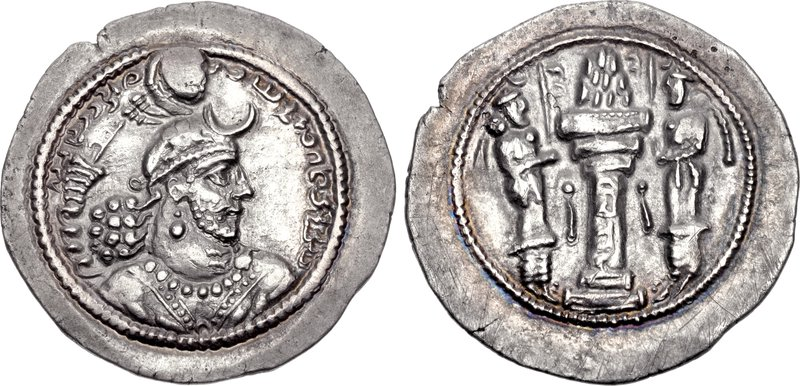
سکهٔ یزدگرد یکم

مهرنرسه توسط یزدگرد یکم (شاهنشاهی از ۳۹۹ تا ۴۲۰ میلادی) به مقام وزرگ فرمذار منصوب شد. طبری عقیده دارد که یزدگرد یکم بلافاصله بعد از جلوس به تخت، مهرنرسه را وزیر خود نموده‌است، اما نلدکه با دلایل تاریخی نظر طبری را رد کرده‌است و معتقد است که چون چهل سال پس از آغاز پادشاهی یزدگرد، و در دورهٔ جنگ‌های یزدگرد دوم با امپراتوری روم، مهرنرسه به عنوان فرماندهٔ سپاه ایران دیده می‌شود، ازاین‌رو نباید در این زمان بسیار پیر بوده باشد و باید پذیرفت که مهرنرسه دشمن بزرگ مسیحیان، تنها در سال‌های پایانی پادشاهی یزدگرد وزیر شده‌است. دریایی نیز معتقد است هنگامی که مسیحیان به آتشکده‌های زرتشتی بی‌حرمتی کردند، آزار و اذیت مسیحیان در شاهنشاهی ساسانی گسترش یافت و این رویدادها ممکن است با انتصاب مهرنرسه هم‌زمان بوده‌باشد.
بسیاری از پژوهشگران گزینش مهرنرسه را نشانهٔ رویگردانی یزدگرد از سیاست شکیبایی و بردباری مذهبی خود در برابر مسیحیان می‌دانند.
هنگامی که شاه به مرزهای حاشیه‌ای شاهنشاهی ساسانیان لشکرکشی کرد، مهرنرسه یکی از نخستین مقامات قابل اعتمادی بود، که وظیفه‌ای بیش از آنچه ولیعهد داشت را برعهده گرفت و مسئول ادارهٔ کشور در نبودِ شاه بود.

#### در دورهٔ بهرام گور

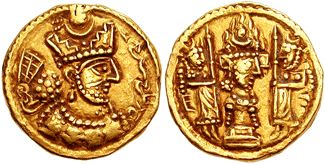
سکهٔ بهرام گور

مهرنرسه در دوره بهرام گور (شاهنشاهی از ۴۲۱ تا سال ۴۳۸ میلادی) همچنان سمت وُزُرگ فَرمَذار را برعهده داشت. در سال ۴۲۱ میلادی جنگ ایران و روم شرقی آغاز شد. آردابوریوس، فرماندهٔ سپاه بیزانس از راه ارمنستان و با گذشتن از دجله به میان‌رودان تاخت و سپاه ایران را که مهرنرسه فرماندهٔ آن بود، به زانو درآورد. مهرنرسه و سپاهیان او به نصیبین پناهنده‌شدند و آردابوریوس تا پشت دیوارهای شهر آمد و به محاصرهٔ آن‌ها پرداخت. اما دژهای نصیبین بسیار استوار و نیرومند بودند و هنگامی که خود بهرام پنجم، با یک سپاه ایرانی و همراه جنگاوران عرب حیره به‌فرماندهی نعمان بن منذر، به یاری مهرنرسه آمد، رومی‌ها دژکوب‌ها و منجنیق‌های خود را سوزاندند و گریختند.
مهرنرسه در طول مذاکرات با رومی‌ها در دوران پادشاهی بهرام گور که به پیمان صلح سال ۴۲۲ میلادی انجامید، نقشی فعال داشته‌است. براساس این پیمان، آزار و اذیت مسیحیان در شاهنشاهی ساسانی و زرتشتیان در امپراتوری روم، به پایان رسید. همچنین رومی‌ها پذیرفتند که برای نگهبانی ساسانیان از تنگه‌ها و گذرگاه‌های کوه‌های قفقاز از یورش جنگجویان شمالی، سالیانه هزینه‌ای به ایرانیان بدهند. ایرانیان هزینه‌ای را که رومی‌ها برای نگهداری پادگان‌ها و دژهای تنگه‌ها و گذرگاه‌های قفقاز می‌دادند، باج‌و خراج از روم می‌خواندند و چون گهگاه خود رومی‌ها هم این هزینه‌ها را همچون باج به ایرانیان می‌نگریستند، همواره می‌کوشیدند از پرداخت آن خودداری ورزند.
به نظر می‌رسد که در شاهنامهٔ فردوسی، بین برادر بهرام و مهرنرسه، به‌دلیل آنکه نام مشابهی داشتند، سردرگمی وجود دارد. اما بسیاری از کارهای نسبت‌داده‌شده به برادر بهرام، به‌عنوان فرمانروای خراسان بزرگ، به حوزهٔ وظایف وزرگ فرمذار تعلق دارد.
یک گزارش طبری، آشکارا چیرگی خاندان مهرنرسه را در دستگاه پادشاهی بهرام نشان می‌دهد؛ چنان‌که او می‌گوید در دورهٔ بهرام گور، زروان‌داذ، بزرگ‌ترین پسر مهرنرسه، پایگاه هیربذان هیربذ داشت، کاردار کوچک‌ترین پسر او، ارتشتاران سالار و گُشنَسپ پسر میانی مهرنرسه، واستریوشان سالار بودند. همچنین طبری گزارش می‌دهد که مهرنرسه در دیه‌ها و باغ‌های بزرگ خود در اردشیرخوره، آتشکده‌هایی را برای بزرگداشت روان خود و فرزندانش ساخته بود.

#### در دورهٔ یزدگرد دوم

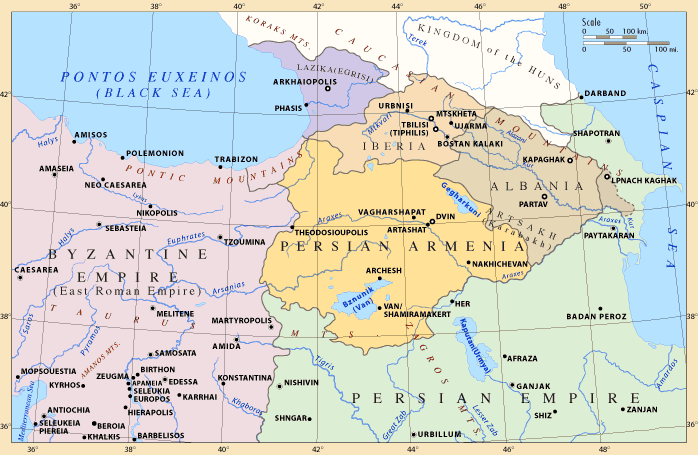
نقشهٔ ارمنستان ایران بین سال‌های ۳۸۷ تا سال ۵۹۱ میلادی

بر پایهٔ منابع ساسانی، در دوران پادشاهی یزدگرد دوم (از ۴۳۸ تا سال ۴۵۷ میلادی)، پس از آغاز دوبارهٔ جنگ سال ۴۴۰ میلادی، به‌دلیل آنکه رومی‌ها از پرداخت کمک‌هزینهٔ سالانه برای نگهداری گذرگاه دربند خودداری کرده‌بودند، مهرنرسه برای انجام مذاکرات فرستاده شد. به نظر می‌رسد که به‌دلیل فشارهای تازهٔ هپتالیان از سوی شرق که پادشاهان ساسانی را در سدهٔ پنجم میلادی به خود مشغول کرده‌بود، یزدگرد دوم سکونت‌گاه خود را به‌مدت چند سال به خراسان انتقال داد و در این مدت، مهرنرسه عهده‌دار کارهای شاهنشاهی بود. وی در همین زمان فرمان مهرنرسه را که اعلامیه‌ای در شرح عقاید زرتشتی و رد آیین مسیحیت و خطاب به نجبای ارمنستان بود را صادر کرد.
گرفتاری بزرگ یزدگرد دوم، گسترش فزایندهٔ مسیحیت در ارمنستان بود که سلطهٔ ساسانیان را به چالش می‌کشید. یزدگرد عقیده داشت، ارمنیان تا آنگاه که مسیحی هستند، همچنان هوادار رومی‌های مسیحی خواهند بود و تنها هنگامی که زرتشتی شوند با ساسانیان همداستان می‌گردند. پیشرفت آیین مسیحی در ارمنستان از مدتی پیش باعث اضطراب ساسانیان شده‌بود و زمامداران ایران دریافته بودند که تا اختلافات مذهبی در بین است، تصاحب ارمنستان امری ناپایدار و بی‌ثبات خواهد بود و مهرنرسه شخصاً طرفدار اجرای فشار و سخت‌گرفتن بر ارمنی‌ها بود.
نتیجهٔ مشورت بین شاهنشاه و مهرنرسه و صاحبان مقامات عالی، فرمانی بود که مهرنرسه به نام شاه به نجبای ارمنستان ابلاغ کرد. پیش از رویارویی با ارمنیان، مهرنرسه از سوی پادشاه به بزرگان و روحانیون ارمنستان پیغام داد و از آن‌ها خواست که زودتر به دین زرتشتی درآیند و یادآور شد اگر آن‌ها زرتشتی شوند، گرجیان و آلبانی‌ها هم فرمانبردار خواهند شد.
لازار فاراپی که نزدیک پنج دهه پس از این رخدادها می‌زیست، نامهٔ مهرنرسه را چنین آورده‌است: «ما اصول دیانت خود را که متکی بر حقیقت و مبتنی بر اساس و قواعد محکم است، نوشته و برای شما فرستادیم. میل داریم که شما که وجودتان برای کشور تا این اندازه مفید و تا این حد عزیز است، کیش مقدس و حقیقی ما را بپذیرید و دیگر در آن دیانت، که همه می‌دانیم باطل و بی‌فایده است، باقی نمانید؛ بنابراین، پس از استحضار از این فرمان بدون اینکه خیالات دیگری در خاطر راه دهید، باید اصول دیانت ما را با کمال میل بپذیرید. ما در راه موافقت تا آنجا پیش آمدیم که به شما اجازه دادیم دیانت موهوم خود را که تا امروز باعث خرابکاری شما شده‌است، برای ما بنویسید. اگر شما با ما هم اعتقاد شوید، گرجیان و آلبانی‌ها یارای آن نخواهند داشت که از فرمان ما سرپیچی کنند». گویا همراه با این فرمان، اصول مهم دین زرتشتی نوشته و با این امید که ارمنیان مسیحی به کیش زردشتی درآیند، برای آن‌ها فرستاده شده‌است. اسقف‌ها و بزرگان مسیحی ارمنستان پاسخی درشت و گستاخانه به نامهٔ مهرنرسه دادند و سخت به دین زرتشتی تاختند.
یزدگرد پس از وصول جواب اسقفان، رؤسای خاندان‌های بزرگ ارمنی را طلب کرد، همه را به زندان فرستاد و سپس به جنگ کوشانیان رفت و چند سالی در شرق کشور اقامت گزید، تا به سرحدات که دستخوش غارت و هجوم قبایل هون بود نزدیکتر باشد. در این اثنا ارمنیان به رهبری وارتان مامیکونیان، علیهٔ چنین سیاست‌هایی شوریدند و از امپراتور روم یاری جستند، ولی نتیجه نداد؛ زیرا دولت بیزانس مشغول دفاع از سرحدات خود و دفع هون‌ها بود. در نتیجه در نبرد آوارایر که در ۲ ژوئن ۴۵۱ میلادی رخ داد، ساسانیان بر ارمنیان غلبه کردند و ارمنیان بسیاری جان خود را از دست دادند. خاطرهٔ این رویداد در طول تاریخ توسط مردم ارمنی زنده نگاه داشته شده‌است.

## زندگی مذهبی
نام نخستین پسر مهرنرسه، زُروانداد، از این روی مهم است که در آن اشاراتی محتمل دربارهٔ گرایش‌های زروانی در ایران سدهٔ پنجم میلادی وجود دارد. رابرت چارلز زنر نشان داد که در سدهٔ پنجم میلادی، به‌ویژه در دوران سلطنت یزدگرد دوم، زروان‌گرایی دستِ بالا را داشت. باور و اعتقاد مهرنرسه به آئین زروانی توسط شواهدی از منابع ارمنی نیز تأیید می‌شود؛ در فرمانی که می‌گوید باید دین زرتشتی در ارمنستان مذهب رسمی شود. اما در عوض، در این فرمان خطاب به ارمنیان، آموزه‌ای روشن از آئین زروانی را ارائه می‌کند، که اشارهٔ گذرای قابل توجهی به گرایش زروانی وی وجود دارد. افزون بر این، طبری می‌گوید که مهرنرسه به‌عنوان بخشی از سیاست‌های سودمند خود، سه باغ ایجاد کرد و در هریک از آن‌ها ۱۲٬۰۰۰ درخت کاشت. قابل توجه است که عدد ۱۲٬۰۰۰ به‌عنوان زمانِ اختصاص‌داده‌شده برای آفرینش جهان از آغاز تا پایان، با آموزه‌های زروانی در ارتباط است.
در دورهٔ پادشاهی پیروز (از ۴۵۹ تا ۴۸۴ میلادی)، هنگامی که به‌نظر می‌رسد از زروانی‌گرایی پرهیز می‌شد، مهرنرسه به ارتکاب گناه متهم شده‌بود؛ اما او از جایگاهش عزل نشد. همچنین، در وندیداد از زُروانداد/زَروانداد همراه با مزدک به‌عنوان گناهکاران بزرگ یادشده، که ممکن است اشاره‌ای به پسر مهرنرسه باشد؛ در همان‌جا از وی به‌عنوان کسی که در عین داشتن اقتدار، گناهکار و ویرانگر نیز بود و آفرینندهٔ جهان مادی، اهورامزدا، را به چالش می‌کشید، یاد شده‌است.
در کتاب قانون ساسانی، مادیان هزار دادستان، مهرنرسه به ارتکاب گناه متهم شد، اما ماهیت این قانون‌شکنی مشخص نشده‌است. در نتیجهٔ این گناه، او خادم آتشکده شد: «خداوندگار، بهرام، شاه شاهان، فرزند یزدگرد، مهرنرسه، وزرگ فرمذار را به‌بندگی به آتشکدهٔ اَردَوهیشت و آتشکدهٔ ابزون اردخشیر فرستاد». او، همراه با همسرش به‌مدت چندین سال در طول سلطنت بهرام گور تا برتخت‌نشینی یزدگرد دوم در آنجا ماند. پس از آن، مهرنرسه به‌مدت چند سال دیگر به استان (ōstān) فرستاده‌شد تا برای کفارهٔ گناهش، مجازات دیگری را تحمل کند. با این حال، منصور شکی بر مبنای داده‌های تاریخی عقیده دارد، که مهرنرسه در دورهٔ فرمانروایی یزدگرد دوم از درآمدهای مذهبی‌اش محروم شده، اما منصبش را حفظ کرده‌بود. اما سپس، در دوران فرمانروایی پیروز و تحت نظارت مَردبود، موبد موبدان وقت و دیگر مقامات، به آتشکدهٔ دیگری به‌نام اورمزد-پیروز فرستاده‌شد.
بر پایهٔ کتاب مادیان هزار دادستان، مهرنرسه و همسرش سپس در آتشکده به‌عنوان «بندهٔ آدوروَخش» خدمت کردند. این بدان معناست که او به‌همراه همسر، فرزندان و بردگانش، از آتش درون آتشکده پاسداری می‌کردند. از این رو باید خدمت مهرنرسه را نه از روی خدمت معمول (بندگی)، بلکه با دارا بودن همهٔ حقوق و اختیارات تام در نظر گرفت. او همچنین دارای لقب «هزاربندگ» (به معنای «دارای هزار بنده») بود، اما بندگی خود او در این آتشکده‌ها رنگ و بویی مذهبی داشت و در راستای پاک‌کردنش از گناهی بود که به خاطر آن، خود و خانواده‌اش خطاکار تشخیص داده شده بودند.

## پایان زندگی
فقط ابوعلی بلعمی است که گزارشی از پایان زندگی مهرنرسه ارائه می‌دهد. در حالی که طبری، حکایت مهرنرسه را با ذکر این گزاش که او در دورهٔ فرمانروایی پیروز برای مذاکره با رومی‌ها فرستاده شد، به پایان می‌برد. بلعمی به اشتباه —کاملاً برخلاف طبری— اظهار می‌کند که مهرنرسه در دوران فرمانروایی بهرام پنجم، احساس پیری کرد و مایل بود تا بازنشست شود و بتواند به مسائل دینی بپردازد و به زندگی پس از مرگ بیندیشد. بهرام به او اجازه داد که به زادگاه خویش در اردشیر خره بازگردد و باقی عمرش را در آنجا سپری کند. این داستان یا در دوران فرمانروایی پیروز شکل‌گرفته یا به منظور پدیدآوردن راهی برای گریز مهرنرسه از روایت، استفاده شده‌است؛ همچنین می‌تواند نمایانگر چرایی کاسته‌شدن از رتبهٔ او به دلیل گناه نسبت‌داده شده به او باشد.

## میراث

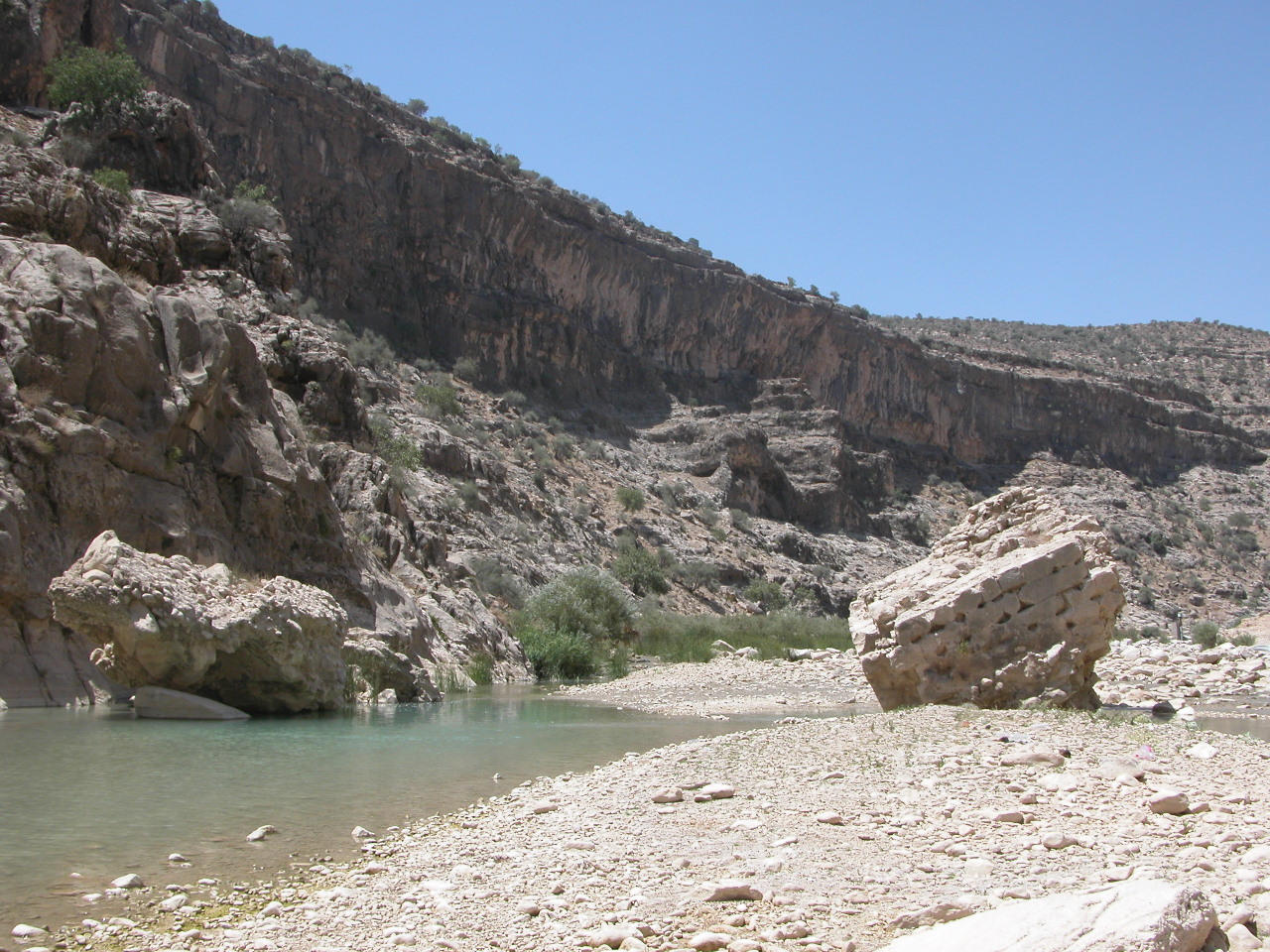
بقایای پل مهرنرسه بر روی رودخانهٔ تنگ‌آب در شهر گور (فیروزآباد کنونی)

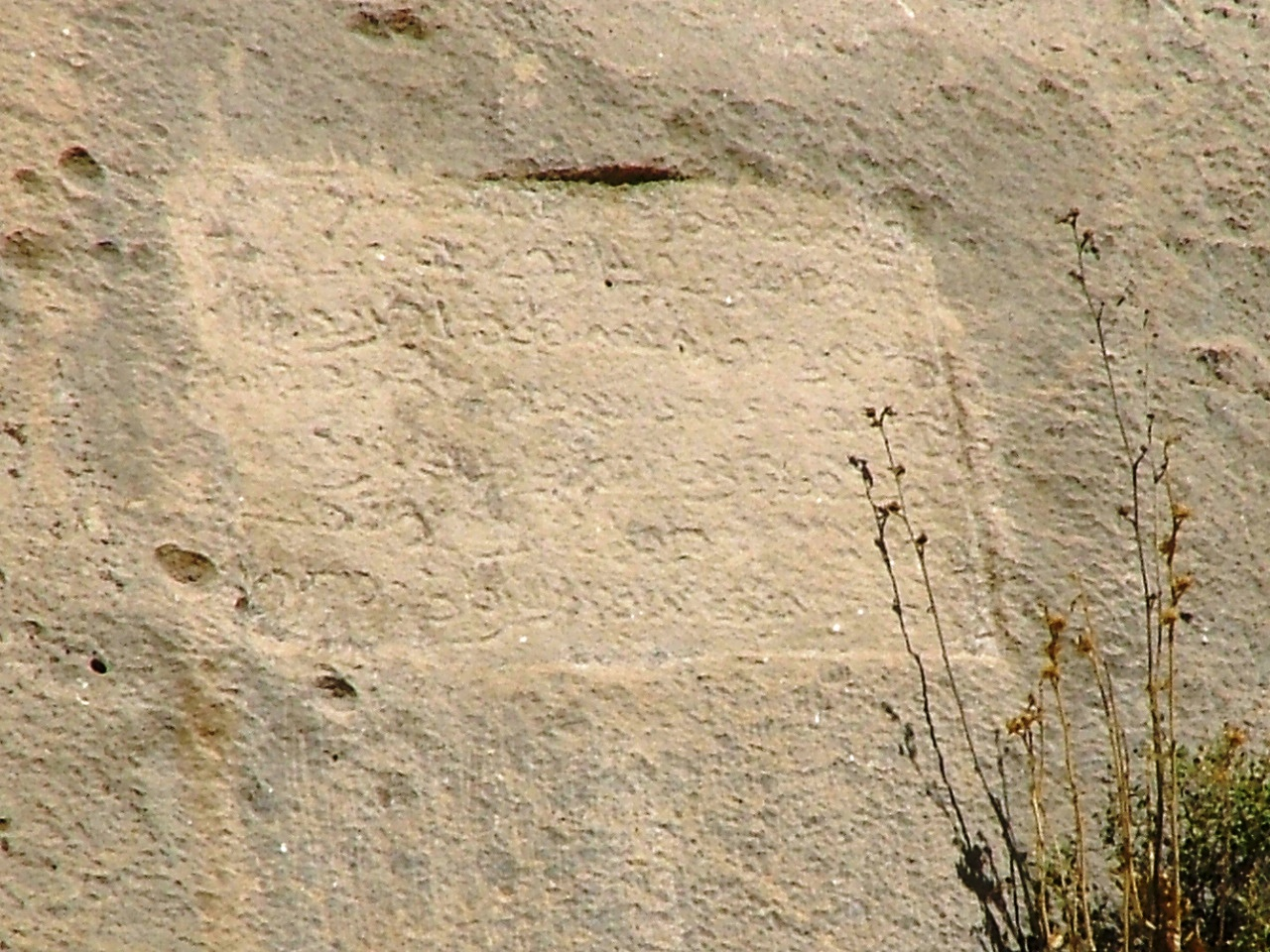
سنگ‌نوشتهٔ مهرنرسه

به‌گفتهٔ طبری، مهرنرسه چهار آتشکده در نزدیکی زادگاهش ساخت و سه باغ بزرگ بنا کرد که در یکی از آن‌ها ۱۲٬۰۰۰ درخت خرما، در دیگری ۱۲٬۰۰۰ درخت زیتون و در سومی، ۱۲٬۰۰۰ درخت سرو کاشت، که تا دورهٔ پس از ساسانیان نیز وضعیت خوبی داشتند و به‌دست اعقاب او نگهداری می‌شدند. او چهار روستا را بنیان نهاد و در درون هریک از آن‌ها برای آمرزیدگی روان خویش و سه پسرش، آتشکده‌ای برقرار کرد و آن‌ها را «فراز مراآور خدایا» (برای خودش)، «زرواندادان»، «کاردادان» و «ماهگُشنَسپان» نام نهاد. افزون بر این، در دشت برین نیز ساختمان‌هایی بنا کرد و آتشکده‌ای دیگر برای خویش ساخت، که مهرنرسیان نامیده می‌شد. این آتشکده ممکن است یکی از آتشکده‌هایی باشد که در سدهٔ دهم توسط اصطخری از آن‌ها یاد شده‌بود و می‌گفت که مردم آن را بارین می‌نامند و بر عمارت آن سنگ‌نوشته‌ای وجود دارد، که اشاره می‌کند برای ساخت این آتشکده، ۳۰٬۰۰۰ درهم هزینه شده‌است.
مهرنرسه بر روی رودخانهٔ تنگ‌آب در استان فارس، پلی ساخت. این پل در پنج کیلومتری قلعهٔ دختر، بر جادهٔ اصلی منتهی به شمال شهر گور که امروزه فیروزآباد نامیده می‌شود و در کنار سنگ‌نگاره‌ای که در آن مراسم اعطای نشان پادشاهی به اردشیر یکم نقش شده‌است، قرار دارد. هدف از ساخت این پل، متصل‌کردن دو جادهٔ اصلی منتهی به شهر گور بود، که بهترین نمونهٔ تاریخ‌دار از سنگ‌تراشی ساسانیان در سدهٔ پنجم میلادی است. در کنار پل، سنگ‌نوشته‌ای مهم از مهرنرسه وجود دارد. علاوه بر کرتیر، روحانی زرتشتی سدهٔ سوم، شاپور سگان‌شاه و سلوک در سدهٔ چهارم، تنها بزرگ‌زاده‌ای که در دورهٔ ساسانیان توانست از خود سنگ‌نوشته برجای بگذارد، مهرنرسه بود. این سنگ‌نوشته دربارهٔ دین‌داری و فعالیت‌های دینی مهرنرسه دارای اطلاعات مفیدی است، که توسط طبری و دیگر تاریخ‌نگاران عرب و ایرانی نیز تأیید می‌شود. این فعالیت‌های ساختمانی و کشاورزی مهرنرسه از جملهٔ کارهای دینی او به‌خاطر آمرزیدگی روان خویش و خانواده‌اش بوده‌است.

«این پل به‌دستور مهرنرسه، وزرگ فرمذار، برای شادی روان خویش و با هزینهٔ خویش ساخته شد. هر که به این راه بیاید، مهرنرسه و فرزندانش را دعا کند زیرا که او این گذرگاه را در این‌جا بنا نهاد. با کمک و لطف خداوند، نادرستی و فریب در آن‌جا نخواهد بود».

امروزه دو مُهر از مهرنرسه باقی‌مانده که تصویر او و لقب وزرگ فرمذار را به ما نشان می‌دهند. او همراه با کلاه، نشان رسمی و روبان مخصوصی از اشراف و مقامات شاهنشاهی ساسانی به تصویر کشیده شده‌است. نوشتهٔ روی مُهر به‌صورت mtrnrs[hy] ZY LBʾ plmtʾr «مهرنرسه، وزرگ فرمذار» خوانده می‌شود.

## نظرات دربارهٔ او
مورخان عرب و ایرانی مهرنرسی را مردی هوشمند و دانا و صاحب تدبیر شمرده‌اند، ولی مؤلفان مسیحی به جهت توجهی که این وزیر به دیانت زرتشتی داشت، نسبت به او کینه ورزیده و او را خائن و دورو و بی رحم خوانده‌اند. تعصب و غیرت او نسبت به دین زرتشتی نه فقط در مورد خصومت با سایر ادیان ظاهر می‌شد، بلکه در مورد زراعت و آبادی که موضوع احکام زرتشتی است، نیز بسیار کوشا بود.
نفوذ روم و مسئلهٔ مسیحیت در ارمنستان، درگیری‌های بیشتری را میان ساسانیان و ارمنی‌ها به وجود می‌آورد. دو منبع معاصر ارمنی، الیشه و لازار فاربی به این رویدادها و نام مهرنرسه به‌عنوان آتش‌افروز آزار و شکنجهٔ ارمنی‌ها توجه کرده‌اند. آن‌ها در کنار لقب معمول وزُرک هرمتر (vzurk hramatar) که در ارمنی همانند هزاربد است، به او اشاره می‌کنند که معمولاً با لقب اصلی خویش، وزرگ فرمذار برابر است. برای شرح سیاست مهرنرسه نسبت به ارمنستان، به‌طور عمده با منابع ارمنی روبه‌رو هستیم، که تصویری منفی از او ارائه می‌دهند. او با لقب‌هایی همچون «پیرمرد تلخ»، (tsern darnatsʿeal) «مار» (vishap) و «شیطانی» (dzakhoł) نامیده می‌شود. دلیل این امر این بود که مهرنرسه، خود بشخصه، در جایگاه فرمانروای ارمنستان جایگزین شده‌بود و لقب فرمانروایی را گرفت و توانست کنترل ارمنستان را با کمک موبد موبدان و ورزلان، شاهزادهٔ سوانی در دست گیرد. دوم آنکه، به این ترتیب زرتشتی‌گری زروانی، که در متن‌های ارمنی از آن با نام «دین فاسد» نام می‌برند، در سال ۴۳۹ میلادی بر ارمنستان تحمیل شد.